# Ossigeno (Nitro)
Ossigeno è un singolo del rapper italiano Nitro, pubblicato l'11 dicembre 2020 come unico estratto dalla riedizione del quarto album in studio GarbAge.

## Descrizione
Il singolo è stato realizzato con la partecipazione vocale di Vegas Jones, con il quale Nitro aveva precedentemente collaborato al brano Trankilo, contenuto nell'album Chic Nisello.

## Tracce
1. Ossigeno (feat. Vegas Jones) – 2:58

## Classifiche
| Classifica (2020) | Posizione massima |
| ----------------- | ----------------- |
| Italia            | 53                |